# Martin Ádám
Martin Ádám (* 6. November 1994 in Szeged) ist ein ungarischer Fußballspieler, der derzeit für den südkoreanischen Klub Ulsan HD FC und die ungarische Nationalmannschaft als Mittelstürmer spielt.

## Karriere

### Verein
Martin Ádám begann seine Karriere bei den Vereinen Bordány SK und SZEOL SC, bevor er 2009 in die Jugend von Vasas Budapest wechselte. Dort gab er am 7. Oktober 2012 sein Profidebüt für den damaligen Zweitligisten in der Nemzeti Bajnokság II. In den folgenden Jahren stieg er mit dem Verein in die Erste Liga auf und der Stürmer reifte zum Stammspieler. Im Januar 2019 folgte seine Wechsel zum Zweitligisten Kaposvári Rákóczi FC, wo er in anderthalb Jahren 43 Ligaspiele absolvierte und insgesamt 13 Mal traf. Seit 2020 steht er nun beim Paksi FC in der Nemzeti Bajnokság unter Vertrag und wurde in der Saison 2021/22
Torschützenkönig mit 31 Treffern.

### Nationalmannschaft
Der Stürmer absolvierte am 26. März 2015 eine Partie für die ungarische U-21-Auswahl bei einem Freundschaftsspiel gegen Schottland (1:2). Am 24. März 2022 gab der Stürmer sein Debüt für die ungarische A-Nationalmannschaft im Testspiel gegen Serbien. Bei der 0:1-Niederlage in Budapest wurde er von Trainer Marco Rossi in der 70. Minute für Ádám Szalai eingewechselt.

## Auszeichnungen
- Torschützenkönig der Nemzeti Bajnokság: 2021/22 (31 Tore)